# آرگو-دیسو
آرگو-دیسو (به فرانسوی: Argut-Dessous) یک کمون در فرانسه است که در canton of Saint-Béat واقع شده‌است. آرگو-دیسو ۲٫۷۰ کیلومتر مربع مساحت دارد ۶۲۶ متر بالاتر از سطح دریا واقع شده‌است.